# Erwartung (Roman)
Erwartung. Der Marco-Effekt (im dänischen Original: Marco effekten) ist ein Thriller des dänischen Schriftstellers Jussi Adler-Olsen. Er erschien im Dezember 2012 in Dänemark und im September 2013 in Deutschland, wo er noch im selben Monat Platz 1 der Spiegel-Bestsellerliste erreichte. Der Roman ist das fünfte Buch um das „Sonderdezernat Q“ mit Chefermittler Carl Mørck.

## Handlung

### Klappentext
Marco ist fünfzehn und hasst sein Leben in einem Clan, dessen Mitglieder von ihrem teuflischen Anführer Zola in die Kriminalität gezwungen werden. Als Marco es eines Tages nicht mehr aushält, fasst er einen folgenreichen Entschluss: Auf seiner Flucht vor Zolas Männern stößt er in einem Erdloch im Wald auf eine stark verweste Männerleiche – und setzt damit eine Spirale von Ereignissen in Gang, die ihn immer wieder in Lebensgefahr bringen ...

### Inhalt
Der fünfzehnjährige Marco lebt mit seinem Vater in einer zusammengewürfelten Sinti-und-Roma-Großfamilie, die von Italien nach Dänemark eingewandert ist. Ihr sektenähnlicher Anführer Zola (sein Onkel) leitet die kriminellen Aktivitäten des „Clans“, die sich von organisierter Bettelei und Taschendiebstahl in Kopenhagens Innenstadt über Hehlerei bis zum Auftragsmord erstrecken. 

„Für Marco war der Tag, den eine Zeitung einmal als den langweiligsten Tag der Welt bezeichnet hatte, der Tag, an dem sich das Schlimmste ereignet hatte, was ihm widerfahren konnte: Zolas Geburt. Zola war der Teufel in Menschengestalt. Er, der Führer des Clans, zwang sie zu betteln und zu stehlen, er schlug und quälte sie, er verbot ihnen, die Schule zu besuchen, er verhinderte mit allen Mitteln, dass sie ein ganz normales Leben führen konnten. Und jetzt hatte sich Zola – angeblich mit Gottes Hilfe – aufgeschwungen, über sie alle zu verfügen.“

   Der intelligente und wissbegierige Marco beschließt zu fliehen und entdeckt auf seiner Flucht eine vom „Clan“ im Wald verscharrte Leiche und eine afrikanische Halskette, die er an sich nimmt.
Ohne gültige Papiere und staatenlos gelingt es ihm vorübergehend, Unterschlupf bei einem schwulen Paar zu finden und sich durch kleine Hilfsarbeiten und Plakatekleben seinen Lebensunterhalt zu verdienen. Beim Bekleben einer Litfaßsäule entdeckt er ein Foto des Toten mit der Halskette. Die an Morbus Crohn leidende Tilde Kristoffersen hatte eine Suchmeldung mit dem Bild ihres vermissten Stiefvaters William Stark – der sich hingebungsvoll um sie gekümmert und für ihre Behandlung gesorgt hatte – verteilt. William Stark ist die Leiche, die der Junge auf seiner Flucht in dem Waldstück bei Regme entdeckt hat. Marco wird zwar von den Mitgliedern der Bande mehrmals aufgespürt, doch kann er ihnen und der Polizei immer wieder entkommen.
Auch Rose Knudsen – Mitarbeiterin im Sonderdezernat Q um Vizekriminalkommissar Carl Mørck und seinen Assistenten Hafez el-Assad – ist durch die Plakate auf den Fall aufmerksam geworden. Angestachelt durch die Hinweise, die Marco den Ermittlern im Laufe des Falls im Geheimen zuspielt, begeben sich die Ermittler auf die Spuren der Mörder. Dabei wird der Abteilung von dem neuen kommissarischen Chef der Mordkommission, Lars Bjørn, zwangsweise Gordon Taylor als Controller zugewiesen.
Das Motiv für die Ermordung Starks findet sich letztendlich darin, dass es dem Mitarbeiter des dänischen Entwicklungshilfeministeriums gelungen war, einem großangelegten Betrug mit Fördermitteln auf die Spur zu kommen. Sein Abteilungsleiter René E. Eriksen sowie zwei Aufsichtsratsmitglieder einer Bank, Teis Snap und Jens Brage-Schmidt, hatten Millionenbeträge, die dem Pygmäenvolk der Baka in Kamerun zugutekommen sollten, mit Hilfe ihrer afrikanischen Helfer in die eigene Tasche abgezweigt. Um ihren Betrug zu vertuschen, scheuen sie auch nicht davor zurück, über Leichen zu gehen. Sie beauftragen den „Clan“ von Marcos Onkel damit, Stark zu ermorden. 
Als herauskommt, dass der 15-jährige Marco in der Lage sein könnte, die Machenschaften der Drahtzieher ans Licht zu bringen, und dann auch noch die Polizei mit ihren Ermittlungen beginnt, kommt Unruhe unter die Männer. Sie hetzen neben dem „Clan“ und dessen osteuropäischen Helfershelfern auch eine Bande ehemaliger Kindersoldaten unter dem Kommando der skrupellosen Mammy auf den Jungen. Nebenbei versucht jeder seine eigene Haut und vor allem das eigene Geld zu retten. Daher bringt Brage-Schmidts Leibwächter Boy – der eigentliche Kopf hinter dem Komplott, wie sich zum Ende herausstellt – Snap sowie dessen Ehefrau um und fällt letztlich gemeinsam mit Brage-Schmidt Eriksen zum Opfer. Dieser täuscht seinen Tod vor und setzt sich mit dem Geld nach Südamerika ab – nur um dort einige Jahre später von einem Kleinkriminellen auf der Straße erschossen zu werden.
Als Marco während der Jagd auf ihn mitansehen muss, wie Zola seinen Vater tötet, erkennt er, dass er nun endgültig bei der Polizei aussagen muss. Er trifft sich mit Tilde Kristoffersen und sie finden das Versteck von Starks Unterlagen, die den Betrug beweisen. Doch Tilde wird von Mammy entführt, die verlangt, dass sich Marco gegen das Mädchen austauschen lässt. Die anschließende Verfolgungsjagd erreicht ihren Höhepunkt in der Pusher Street in der Freistadt Christiania. Das Mädchen und auch der ausgetauschte Marco werden befreit und in der Folge gelingt es, die letzten offenen Fragen zu klären.

## Verfilmung
Der Roman wurde im Jahr 2022 unter dem Titel: Erwartung – Der Marco-Effekt (Originaltitel Marco effekten) für das Kino verfilmt. Es ist ein Thriller von Martin Zandvliet, der am 2. Juni 2022 in die deutschen Kinos kam. 

## Rezeption
Maren Ahring bemerkt auf NDR Kultur, die „… meist beklemmende Nähe zur Realität“ in den Romanen von Adler-Olsen. Während in den vorigen Romanen das Tatmotiv immer Rache war, habe er sich nun „… anscheinend von dieser Idee verabschiedet – und das ist auch gut so. ‚Erwartung. Der Marco-Effekt‘ ist frischer, lebendiger und pointierter als seine Vorgänger.“ In Bezug auf den Titel zitiert sie den Autor folgendermaßen: „Der Marco-Effekt ist das gleiche wie der Schmetterlingseffekt. Wenn ein Schmetterling in Südamerika mit den Flügeln schlägt, hat das in Jugoslawien einen Effekt.“
Christian Funke-Smolka schreibt auf We Want Media, der Roman sei „… intelligente und spannende Lektüre, der es gelingt, den Leser zu fesseln, spannend zu unterhalten und gleichzeitig zum nachdenken anzuregen. Ein großartiger Roman, den ich jedem empfehlen kann!“
In vielen Kritiken wird das Buch im höchsten Maße gelobt und erhält sehr gute Bewertungen:

„Hat sich Adler-Olsen in den vorherigen vier Bänden mit seinen Schilderungen von Grausamkeit, Machtmissbrauch und Rache unter die Haut der Leser geschrieben, gelingt ihm dies hier mit dem verzweifelten Kampf eines Jugendlichen, der um sein Leben läuft. "Erwartung" ist ein Pageturner im besten Sinne des Wortes, vielleicht auch Adler-Olsens bisher bestes Buch dieser Reihe. Und: Es ist – wie immer – ein sehr kluges und sehr menschliches dazu.“

„Wie von Adler-Olsen aus früheren Krimis wie „Verachtung“ oder „Das Washington-Dekret“ schon gewohnt, ist Mørcks Zickzack-Ermittlung nicht nur spannende Unterhaltung, sondern zugleich Projektionsleinwand für gesellschaftliche Debatten in Dänemark: Die Einwanderung auch krimineller Osteuropäer beispielsweise, die – wenn man etwa an die schwedischen Wallander-Krimis denkt – viele Skandinavier zu sorgen scheint und deren Folgen Adler-Olsen auch recht kritisch verarbeitet. Auf der anderen Seite die Verärgerung der ohnehin EU-skeptischen Dänen über steuerfinanzierte Banken-Rettungspakete, die nach Meinung vieler Bürger in die Taschen raffgieriger und verantwortungsloser Banker fließen.“

„Es ist atemberaubend und genial, wie Adler-Olsen Schritt für Schritt die Geschichten miteinander verwebt und weiterspinnt, wie er Marcos Überlebenskampf dramatisch zuspitzt, wie er Carl und seine Mitarbeiter auf die Spur des Verbrechens bringt, wie er die drei Herren sich zerfleischen lässt. Startet dieser Thriller in einem etwas gemächlicheren Tempo – es muss so vieles erklärt und dargestellt werden – nimmt er sehr bald Fahrt auf. Und wie!“

Jürgen Priester bemängelt, dass bei Adler-Olsens „Strategie des offen gelegten Plots“ in dem fünften Band um das Sonderdezernat Q nur relativ geringe Spannung entsteht.

„Dem Rezensenten kommt die Fallanalyse und die Aufklärung als Herzstück eines Kriminalromans einfach zu kurz. Da stimmt die Gewichtung nicht mehr. Ein Quickie auf dem Dienstschreibtisch oder das permanente Einstreuen von Kamel-Witzen erhöhen zwar den Unterhaltungswert, schmälern aber gleichzeitig das Wesentliche eines Krimis: die Spannung.“

Heiko Weckbrodt schreibt: 

„Das merkt man seinem Marco an, dessen Wettlauf mit seinen Verfolgern zwar sehr spannend erzählt wird, dessen innere Monologe aber oft etwas konstruiert und unauthentisch wirken.“